# Kate Bell

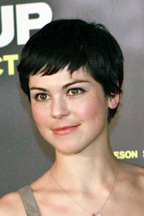
Kate Bell (2010)

Kate Bell (* 12. November 1983 in Armidale, New South Wales) ist eine australische Filmschauspielerin. Bekannt wurde sie durch die Rolle als Rebecca „Bec“ Sanderson in der australischen Jugendserie Blue Water High. Darüber hinaus war sie in Nebenrollen in Home and Away und Power Rangers zu sehen.

## Leben und Karriere
Von 2001 bis 2004 studierte sie an der University of Wollongong den Studiengang Bachelor of Creative Arts mit der Fächerkombination Screen Production und Theatre Von 2002 bis 2004 kamen noch die Fächer Oper und Tanz hinzu.
Ihr Debüt als Schauspielerin gab sie 2005 in der Fernsehserie Blue Water High, wo sie die Rolle der Rebecca „Bec“ Sanderson verkörperte. In der zweiten Staffel übernahm sie einige Gastauftritte und in der dritten Staffel spielte sie die Rolle der Trainerin der neuen Kids.
2006 sah man sie in der Fernsehserie The Chaser's War on Everything. 2009 spielte sie in der australischen Serie Home and Away. 2010 trat sie in der Fernsehserie Neighbours auf.
Als bevorzugtes Hobby gibt sie Windsurfing an.

## Filmografie

### Kino
- 2006: Bitte warten Sie (Hold Please, Kurzfilm)
- 2006: Macbeth
- 2008: Scorched (Fernsehfilm)
- 2009: Street Angel (Kurzfilm)
- 2009: Dead Boring (Kurzfilm)
- 2009: I Am You – Mörderische Sehnsucht (In Her Skin)
- 2010: Summer Coda
- 2011: Brad in a Bottle (Kurzfilm)
- 2011: The Cup

### Fernsehserien
- 2005–2008: Blue Water High (51 Folgen)
- 2006: The Chaser’s War on Everything
- 2006: Stupid Stupid Man (eine Folge)
- 2009: The Cut (eine Folge)
- 2009: Home and Away (10 Folgen)
- 2010: Nachbarn (Neighbours, fünf Folgen)
- 2010: The Pacific (eine Folge)